# ژائو جیانچیانگ
ژائو جیانچیانگ (انگلیسی: Zhao Jianqiang؛ زادهٔ ۲۲ ژوئن ۱۹۶۴) کشتی‌گیر اهل چین بود. وی در بازی‌های المپیک تابستانی ۱۹۸۸ شرکت کرده‌است.